# Moulton Bicycle
Moulton es un fabricante británico de bicicletas. La empresa fue fundada en 1962 por el Dr. Alex Moulton, quien diseñó un sistema de suspensión hydrolastic con émbolos desplazadores neumáticos para el automóvil Morris 1100, el Mini y todos sus derivados, y luego el sistema hydragas utilizados por las empresas sucesoras.

## Historia

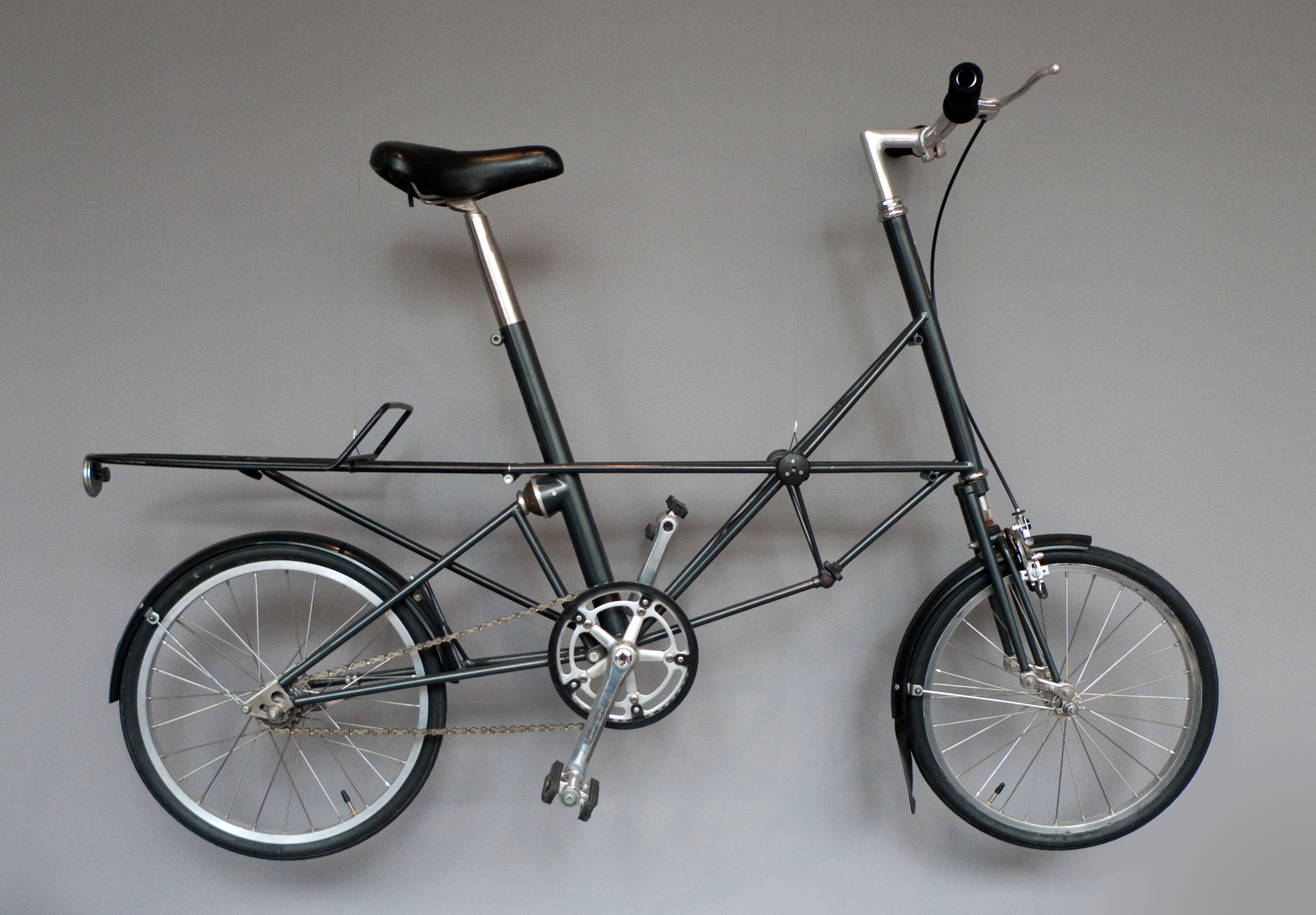
La Moulton space frame en el MoMA

Las bicicletas Moulton se caracterizan por el diseño del cuadro poco convencional, ruedas pequeñas con diámetro de 40 a 46 cm (16—18 pulgadas), y sistema de suspensión delantera y trasera independientes y son no solo plegables sino desmontables también.
La bicicleta Moulton, originalmente diseñada en 1962, fue un gran éxito, y es considerada ahora como uno de los avances más significativos en diseño de bicicletas del siglo XX. Desde entonces, el Dr. Moulton ha continuado redefiniendo límites tanto en el mundo del automóvil como en tecnología de bicicletas. 
Las Moulton Standard fabricadas entre 1963 y 1974, tienen como característica que el cuadro se separa en dos, y aunque mucha gente piensa que las Moulton son plegables, sólo el modelo Stowaway M5 tenía esta característica. Actualmente, aunque el diseño Moulton persiste merced a la serie TSR que produce el histórico fabricante Pashley-Moulton así como la serie BS de la japonesa Bridgestone-Moulton que recuperan el espíritu de estas legendarias bicicletas, aunque ninguno de ellos es plegable, si son separables y adaptables.

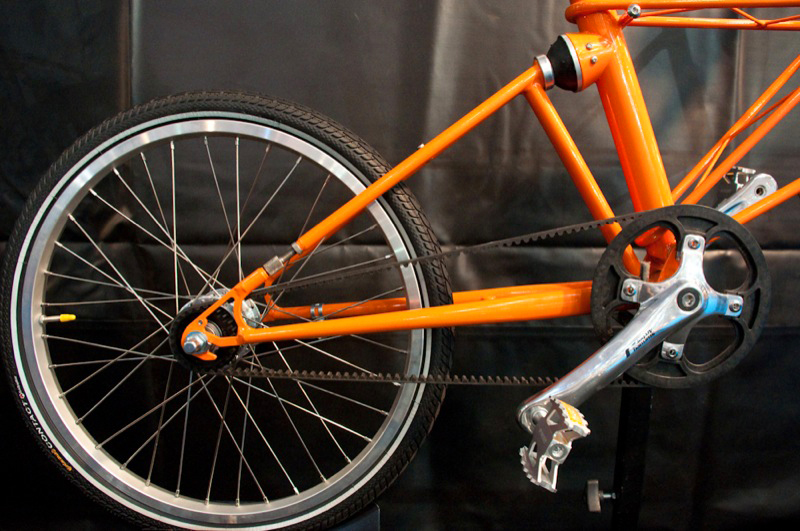
Suspensión trasera con brazo basculante y bloque de goma que proporciona absorción.

La suspensión hydrolastica de la Moulton viene equipada con un desplazador de goma que proporciona absorción de los golpes y amotiguamiento. El mecanismo frontal de absorción de golpes es regulable, para adaptarse a las condiciones y el peso del conductor (ver animación del sistema en →  www.youtube.com Alex Moulton bicycle New Series animation). La bicicleta de Moulton se adelantó a su tiempo y la suspensión de las bicicletas se convertirán en algo común 30 años después.
En agosto de 2008, Alex Moulton anunció la creación de una nueva empresa llamada Moulton Bicycle, en colaboración con el fabricante británico de bicicletas Pashley Cycles que había fabricado ciertos diseños de Moulton bajo licencia desde 1992.